# 外设组件互连标准
周邊元件互連標準（Peripheral Component Interconnect），或稱個人電腦介面（Personal Computer Interface），实际应用中简称为PCI，是一种连接電腦主機板和外部设备的总线标准。一般PCI裝置可分为以下两种形式：
- 直接內建於主機板上的積體電路，在PCI规范中称作“嵌入裝置”（planar device）；或者
- 安装在插槽上的擴充界面卡。

PCI总线常见于现代的個人電腦中，并已取代了ISA和VESA局部总线，成为了标准擴充总线。PCI总线亦常见于其他電腦类型中。PCI总线最终将被PCI Express和其他更先进的技术取代，这些技术现在已经被用于最新款的電腦中。
PCI规范规定了该总线的物理尺寸（包括线宽）、电气特性、总线时序和协议。该规范可从美国PCI-SIG协会购得。
常见的PCI卡包括網路卡、音效卡、數據機、电视调谐器和磁盘控制器等，另外还有USB和串列埠等端口。原本顯示卡通常也是PCI裝置，但很快其頻宽已不足以支援顯示卡的性能。PCI顯示卡现在僅用在需要额外的外接顯示器或主板上没有AGP和PCI Express槽的情况。

## 历史

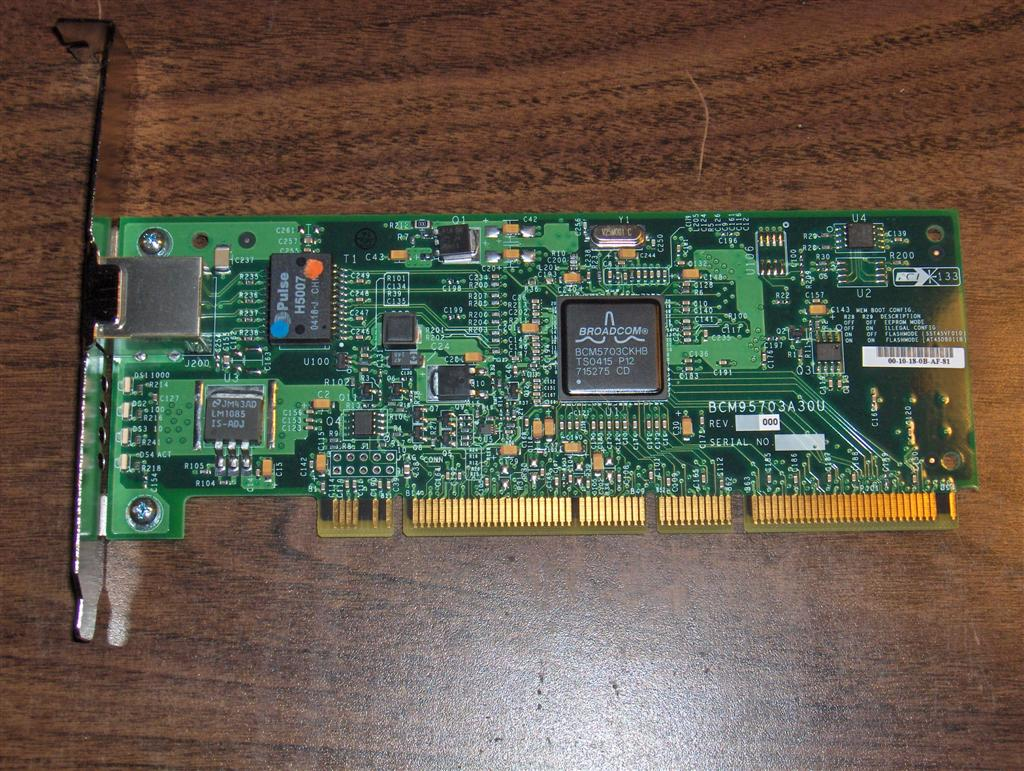
一张PCI-X的千兆以太网卡

PCI标准的开发于1990年前后开始于英特尔。1992年6月22日，英特尔发表PCI 1.0标准，该标准仅限于组件级规范。1993年4月30日，PCI-SIG发表了PCI 2.0标准，这个标准第一次建立了连接器与主板插槽间的标准。
PCI标准被立即应用于服务器中，取代了先前的MCA及EISA，成为服务器扩展总线的不二选择。在主流个人计算机中，PCI标准则缓慢地取代着VESA局部总线（VLB）；直至1994年后期第二代奔腾PC推出后，该标准方得以实现具有重要意义的市场突破。1996年，VLB彻底退出了个人计算机市场，制造厂商甚至将PCI标准应用于486计算机中。EISA标准则与PCI标准共存使用至2000年。苹果电脑在1995年中期将PCI标准应用于专业产品Power Macintosh电脑中（而取代了NuBus），而消费者产品Macintosh Performa则于1996年中期完成了换代（取代了LC PDS）。
后续版本的PCI标准不断加入了新的功能与性能提升，包括66 MHz/3.3V标准，133 MHz PCI-X以及适应多种主板板型等。2004年，串行总线标准PCI Express面世后，主板制造商逐渐减少了传统PCI插槽，而引入PCI Express接口。虽然这两种接口还会同时并存，2015年Intel發表Intel 100系列主機板仍有PCI插槽，但是传统的PCI总线将会慢慢地消失。

## 主要概念
PCI设备：符合 PCI 总线标准的设备就被称为 PCI 设备，PCI 总线架构中可以包含多个 PCI 设备。
PCI总线：在系统中可以有多条，类似于树状结构进行扩展。每条 PCI 总线都可以连接多个PCI设备。通过桥实现上下级PCI总线互连。
PCI桥：连接 PCI 总线之间的纽带。
PCI是个并行总线。在一个时钟周期内32个bit（后扩展到64）同时被传输。地址和数据在一个时钟周期内按照协议，分别一次被传输。PCI地址空间与处理器地址空间隔离。在Host bridge中含有许多缓冲，这些缓冲使得处理器总线与PCI总线工作在各自的时钟频率中，彼此互不干扰。

## 中斷
PCI中斷的最大特點是可以共用。PCI bus有四条中断线，所有PCI device共同使用这4条线向系统申请中断。共有4种 PCI中断，分别为INTA#、INTB#、INTC#和INTD#。

## 硬體規格

32位元和64位元PCI cards的差異

下列的PCI規格一般用於個人電腦。工作站、伺服器可能支援64-Bit規格的PCI。
- 33.33 MHz 时钟的同步傳輸
- 最大傳輸133 MB/s（133 megabytes per second）for 32-bit bus width（33.33 MHz×32 bits ÷ 8 bits/byte = 133 MB/s）
- 32-bit匯流排寬度
- 32或64位元的記憶體位址（4 gigabytes or 16 exabytes）
- 32位元I/O port空間
- 256-byte（每個裝置）配置空間
- 5-volt訊息
- 反射波切换（英语：reflected-wave switching）

## 常规PCI界面的升级版本和变体

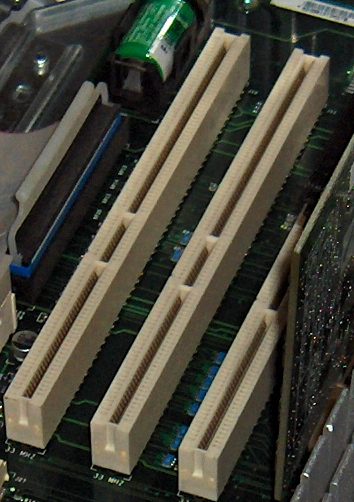
Power Mac G4中的64位PCI扩充插槽

- PCI 2.2允许66MHz的信号传输（需要在3.3伏特的信号，传输速率峰值为533MB每秒）。
- PCI 2.3允许使用3.3伏特和通用标识符，但在5伏特的情况下不能使用。
- PCI 3.0是PCI总线的最后一个官方版本，彻底取消了对使用5伏特的设备的支持。這時又加入了transaction latency限制的規格[2]
- PCI-X稍稍的改變協定並增加了資料傳輸速率到133MHz（尖峰傳輸速率為1066MB/s）。
- PCI-X 2.0指定了266MHz（尖峰傳輸速率為2133 MB/s）和533MHz速率，擴充可規劃空間至4096 bytes，增加了16-bit的可變匯流排並且允許1.5伏特的電壓訊號。
- 微型PCI是PCI 2.2版中的新要素，主要用於筆記型電腦的內部。
- Cardbus是32位33MHz的PCI，是PCMCIA的要素。
- 紧凑型PCI，uses Eurocard-sized modules plugged into a PCI backplane。
- PC/104-Plus是一种利用PCI总线连接多个连接器的工业总线。
- 高级电讯计算体系（ATCA）是电讯工业下一代总线。

## PCI Express
PCI Express，即PCI-E（旧称3GIO/Arapaho），是一种利用PCI的规划概念，利用一系列物理层协议和不同的连接器的新型界面。PCI-E是PCI及其衍生的AGP接口的取代品。

## PCI匯流排訊號
PCI匯流排transactions被控制於5個主要的控制訊息（control signals），有2個是透過initiator of a transaction（FRAME# and IRDY#），有3個是透過target（DEVSEL#, TRDY#, and STOP#）。

## PCI實體板卡尺寸
- Full-Height

高度107mm（4.2"）x深度312mm（12.283"）。
- Half-Length（De Facto Standard）

高度107mm（4.2"）x深度175.26mm（6.9"）。
- Low-Profile（又稱Half-Height或Slim）

高度64.41mm（2.536"），深度119.91mm（4.721"）~ 167.64mm（6.6"）。
Low-Profile的檔板（Bracket）標準尺寸：79.2mm（3.118"）。
- Mini PCI

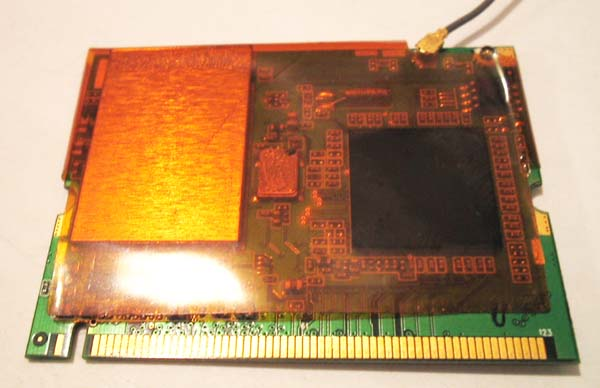
Mini PCI Wi-Fi card Type IIIB

 Mini PCI是在PCI 2.2版時加入laptops;使用32位元, 33 MHz匯流排電力（3.3 V only; 5 V is limited to 100 mA）還支援有bus mastering與DMA。
目前已有大量Mini PCI裝置如Wi-Fi, Fast Ethernet, Bluetooth, modems (often Winmodems), 音效卡, cryptographic accelerators, SCSI, PATA, SATA controllers以及combination cards。